# 枝花隐子草
枝花隐子草（学名：Cleistogenes ramiflora），为禾本科隐子草属下的一个植物种。